# Schloss Unterbaar

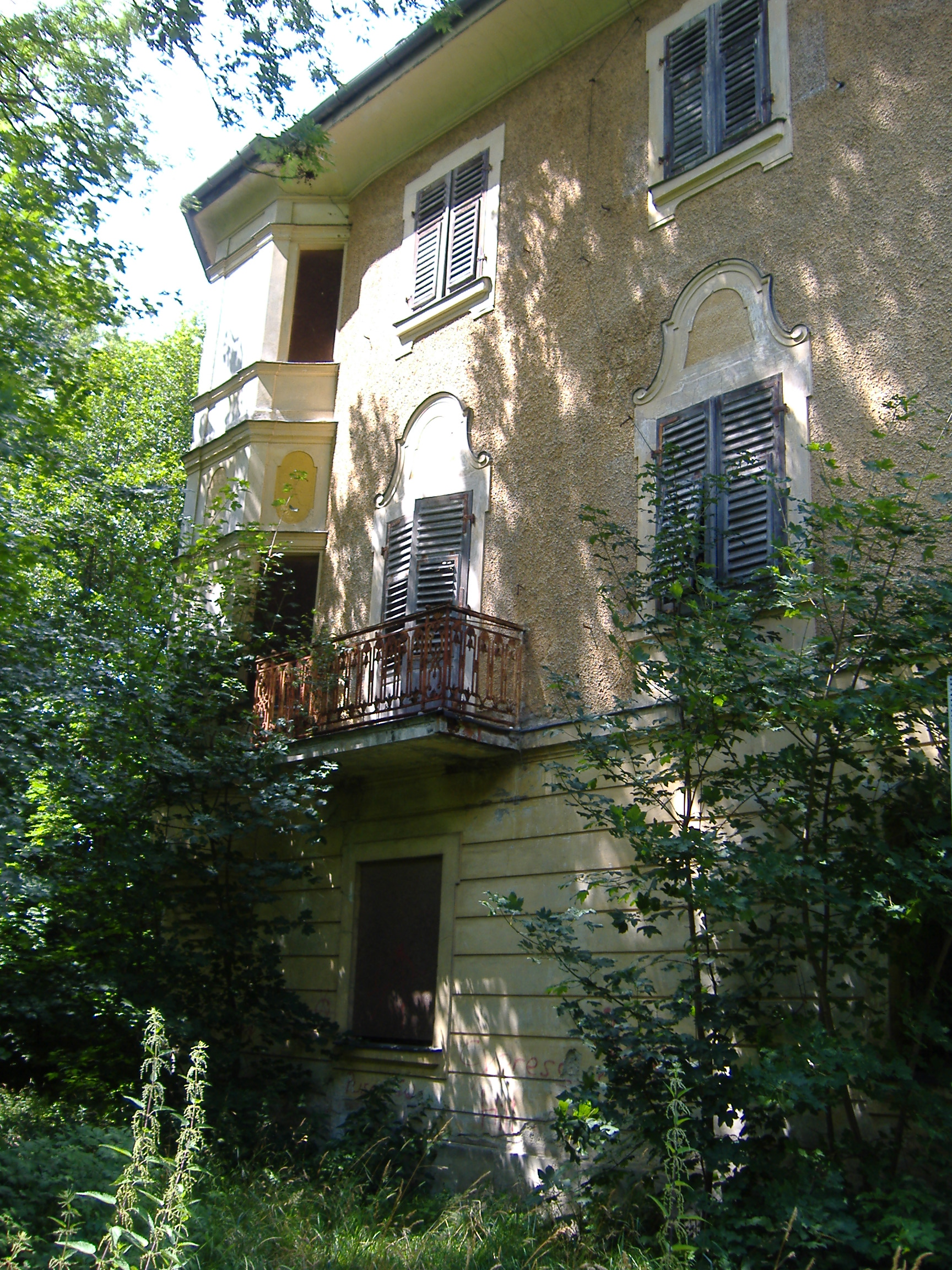
Südseite des Schlosses

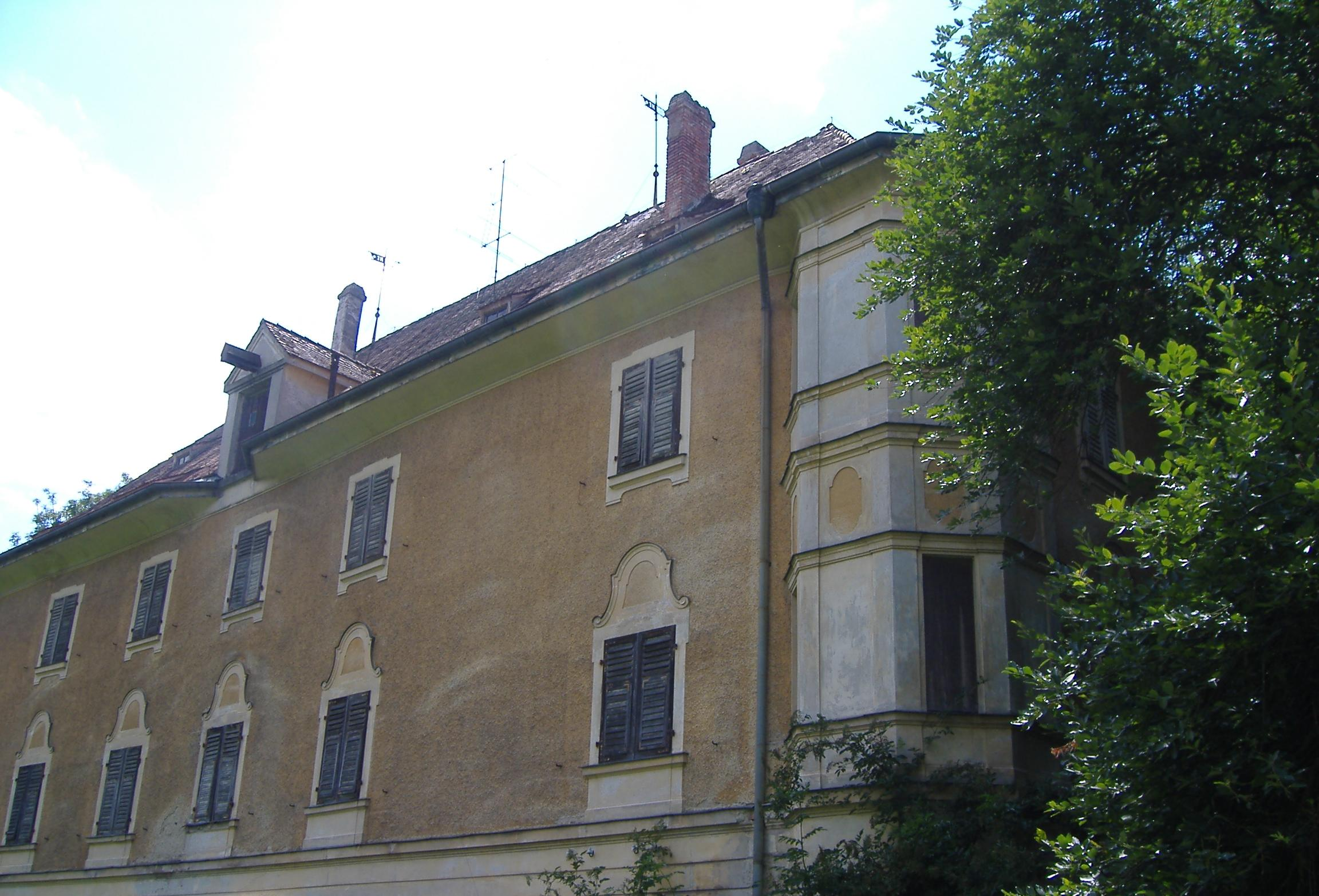
Ostseite des Schlosses

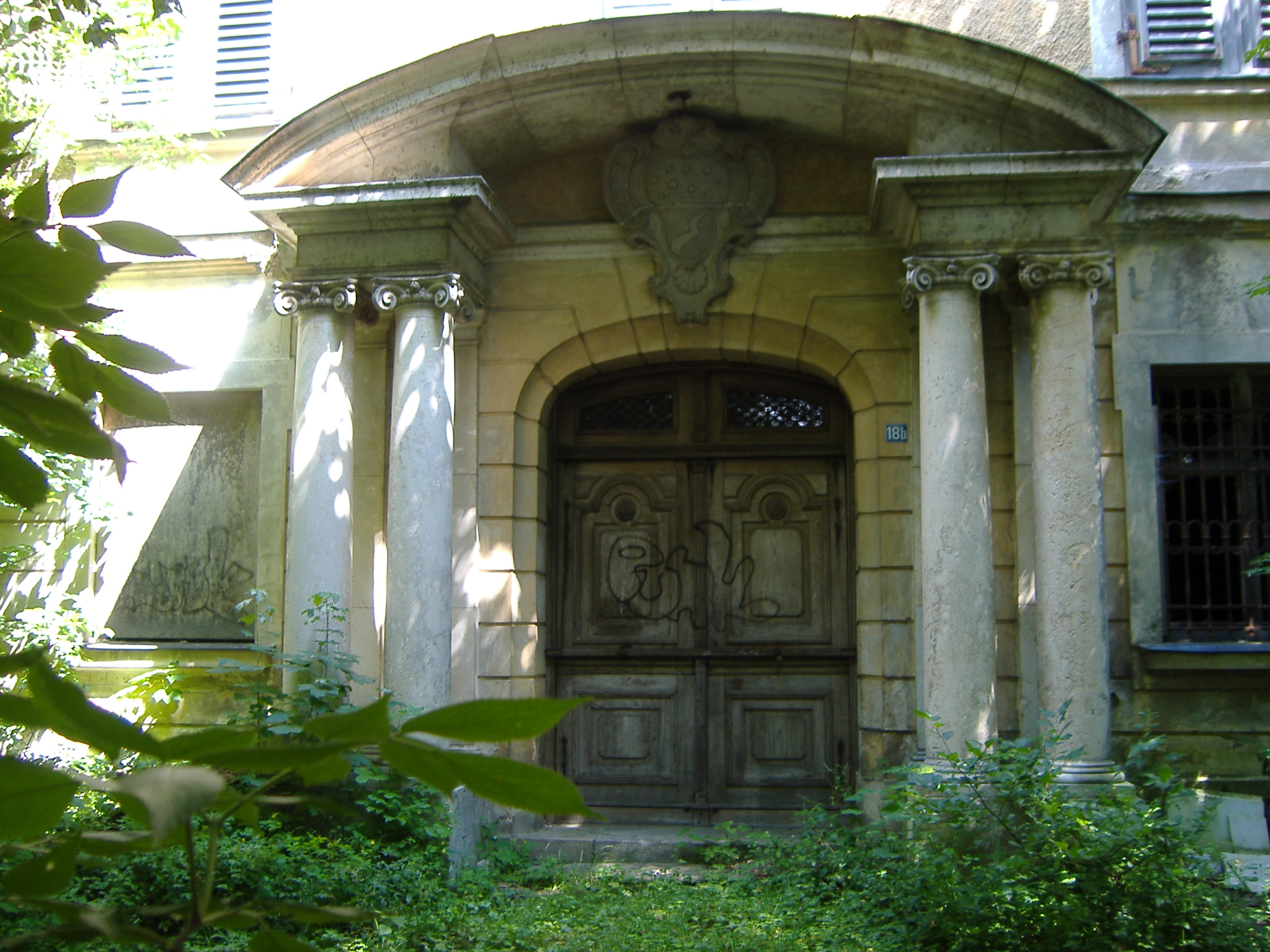
Schlossporteil mit Wappen der Familie Himmelsbach

Schloss Unterbaar ist ein dreigeschossiges Wasserschloss in Unterbaar, einem Ortsteil der Gemeinde Baar im Landkreis Aichach-Friedberg. Als Hofmarkschloss war es Herrensitz der Hofmark Unterbaar. Die Schloßbrauerei Unterbaar wurde 1608 gegründet und gehört laut eigenen Angaben zu den ältesten historisch belegten Privatbrauereien in Deutschland.

## Geschichte

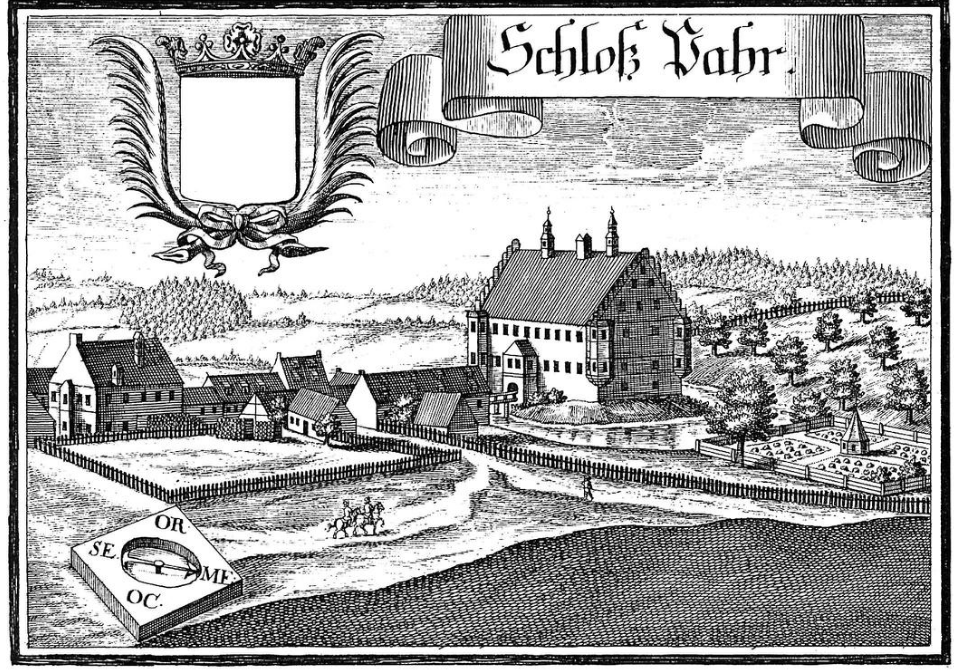
Schloss Unterbaar (1715)

Der Kern des Schlosses reicht bis in das 16. Jahrhundert zurück. Erbaut wurde es von Michael Riederer (1473–1520) auf einer kleinen Insel. Die Familie verkaufte das Schloss 1563. Ein größerer Umbau erfolgte Anfang des 18. Jahrhunderts durch die Brüder Franz Marquart und Franz Ludwig Schenk von Castell. Weitere Schlossbesitzer waren unter anderem die adeligen Familien Moreau und Arco-Zinneberg. 1916 erwarb die Holzgroßhändlerfamilie Himmelsbach aus Freiburg im Breisgau das Areal, die das Schloss in den 1920er Jahren (einschließlich Fassade) umgestaltete. Im Jahre 1928 kaufte Gustav Einstein aus Augsburg das Schloss. Als dieser vor den Nazis flüchtete, ging der Besitz 1933 an Hans Emslander über. Nach 1945 wurde das Schloss als Altenheim für Vertriebene aus den Ostgebieten genutzt. Nach einem langen Rückerstattungsverfahren ging der Besitz 1956 an seinen rechtmäßigen Besitzer, Gustav Einstein, zurück. Dessen Tochter, Else Spirak (verw. Sajovic) verkaufte das Schloss 1962 an die Freiherren Groß von Trockau, welche die Schloßbrauerei betreiben, das Schloss selbst jedoch leer stehen lassen.

## Baubeschreibung
Zwei Obergeschosse erheben sich über einem prunklosen Sockelgeschoss. Im 17. Jahrhundert wurde das Schloss barockisiert. Vier polygonale Erker runden die Ecken des Gebäudes ab. Die Fenster sind teilweise von barocken Stuckblenden umzogen. An einigen Fenstern im ersten Stock sind noch muschelförmige Verzierungen erhalten. Das ursprüngliche Satteldach mit den Stufengiebeln wurde vermutlich vor etwa 100 Jahren zu einem Walmdach umgestaltet und mit Biberschwanzziegeln gedeckt. Wahrscheinlich wurden zu dieser Zeit auch die Kastenfenster eingebaut. Beeindruckend ist das Eingangsportal, das von einem segmentbogenförmigen Vordach überspannt ist, das beidseitig von verzierten Doppelstützen getragen wird. Darüber befindet sich das Wappen der Familie Himmelsbach. Es zeigt einen Himmel mit neun Sternen, sie sollen für die Kinder der Familie stehen, und einen Bach.
Das Schloss befindet sich in einem äußerst bedauerlichen Zustand. Es ist umgeben von einem undurchdringlichen Dickicht aus Sträuchern und Bäumen. Eine Brücke, mit marodem Eisengeländer, führt über den nur hier noch existierenden Wassergraben zum „verwunschenen“ Schloss.